# Chapelle du Rohic
La chapelle Notre-Dame du Rohic, est située au lieu-dit « Le Rohic », à proximité de la RN165, sur la commune de Vannes dans le Morbihan, en Bretagne.

## Historique
La chapelle, dédiée à la Vierge et dépendante de la paroisse Saint-Patern, est bâtie en deux campagnes de travaux. La partie occidentale, non datée, est la plus ancienne. La partie orientale, de style gothique, date en revanche du XVe siècle comme semble le prouver les dates inscrites : 1456 d'une part et « L'an mil IIIICLX et VI fut renovelé cest chapelle par Nicolas En Du, procureur choési par le recteur de Saint Patern et les paroissiens ».
Au sud de la chapelle est construit au XVIe siècle un calvaire.
Les sablières et l'inscription datée de 1466 font l’objet d’une inscription au titre des monuments historiques depuis le 25 janvier 1929.

## Architecture
La chapelle, édifiée suivant un plan rectangulaire, ne présente ni transept, ni bas-côté. Si la partie orientale est bâtie en pierre de taille, la partie occidentale, la plus ancienne, l'a été par un appareil plus irrégulier, recouvert d'un enduit.
Le toit en ardoises est surmonté, côté est (au tiers de la longueur du toit), par un clocheton en bois également recouvert d'ardoises.
La charpente en bois est en partie sculptée : sablières et entraits font apercevoir des figures humaines et animales, des écussons et une inscription datant le tout des années 1460.

## Mobilier
Le mobilier de la chapelle comporte notamment :
- une tribune de 1614[2] ;
- un retable de l'Ascension de 1695[2],[5] ;
- des lambris des années 1700[2],[5] ;
- une Vierge à l'Enfant du XVe siècle ( Classé MH (1944))[6] ;
- un crucifix du XVIIe siècle[5] ;
- un tableau du XVIIIe siècle représentant une Pietà[5].

## Culte
Un pardon y est organisé annuellement l'avant-dernier dimanche du mois d'août.